# Andouque
Andouque é uma comuna francesa na região administrativa de Occitânia, no departamento de Tarn. Estende-se por uma área de 26,21 km². Em 2010 a comuna tinha 415 habitantes (densidade: 15,8 hab./km²).